# محمد فؤاد سراج الدين
فؤاد سراج الدين باشا، (2 نوفمبر 1911م - 9 أغسطس 2000)، سياسي ورجل دولة مصري، ينتمي في أصوله لعائلة سراج الدين وهي عائلة مصرية وفدية. هو مؤسس حزب الوفد الجديد، من أهم أعلامها فؤاد سراج الدين وياسين سراج الدين وإسماعيل سراج الدين، وما زال هناك وجود كثيف لهذه العائلة الكبيرة في كفر الجرايدة بمحافظة كفر الشيخ.

## التدرج الوظيفي
- عمل وكيلا للنائب العام ومحاميًا في الفترة من 1930 ـ 1935.
- انضم للهيئة الوفدية عام 1935 والهيئة البرلمانية في عام 1936 وأصبح عضوا في الوفد المصري عام 1946 ثم سكرتيرًا عامًا للوفد عام 1949.
- وزيرًا للزراعة في 31 مارس سنة 1942.
- وزيرًا للشئون الاجتماعية ثم وزيرًا للداخلية في يوليو سنة 1942.
- زعيمًا للمعارضة الوفدية في مجلس الشيوخ 1946.
- وزيرًا للمواصلات في يوليو سنة 1949 في وزارة حسين سرى الائتلافية التي مهدت لانتخابات عام 1950.
- وزيرًا للداخلية في 12 يناير سنة 1950 وفي نوفمبر من نفس السنة أضيفت عليه وزارة المالية.
- عاد حزب الوفد للحياة السياسية 1978 وأصبح رئيسًا له حتى 9 أغسطس 2000 حيث توفاه الله.

## تاريخه مع الاعتقالات
- اعتقل في مارس 1952 في وزارة نجيب الهلالي وأفرج عنه في 4 يوليو سنة 1952.
- اعتقل في 5 سبتمبر 1952 وأفرج عنه في ديسمبر 1952.
- اعتقل في يناير 1953 لمدة ثمانية أشهر في السجن الحربى.
- في يناير سنة 1954 حوكم أمام محكمة الثورة وحكم عليه بالسجن 15 عامًا في مارس 1954 وأفرج عنه أوائل 1956.
- اعتقل في أكتوبر 1961 لمدة خمسة أشهر في سجن القناطر الخيرية.
- اعتقل في نوفمبر سنة 1965 لمدة أسبوع في السجن الحربي.
- اعتقل في يونيو 1967 لمدة أربع وعشرين ساعة قضاها في قسم شرطة مصر القديمة.
- اعتقل في سبتمبر 1981 من ضمن اعتقالات سبتمبر.

## أهم أعماله
- وكيلا للنادي الأهلي في الأربعينيات ورئيسا شرفيا له مدى الحياة ورئيسا لاتحاد الكرة.
- أصدر قوانين العمال عام 1943 وقانون النقابات العمالية وقانون عقد العمل الفردي ـ وقانون الضمان الاجتماعي قانون إنصاف الموظفين.
- أصدر قانون تنظيم هيئات الشرطة.
- هو صاحب عيد الشرطة بسبب رفض الإنذار البريطاني يوم 25 يناير سنة 1952.
- أمّم البنك الأهلي الإنجليزي وتحويله إلي بنك مركزي،
- أصدر «قانون الكسب غير المشروع».
- نقل أرصدة من الذهب من الولايات المتحدة إلى مصر.
- تمويل حركة الفدائيين في منطقة القناة بالمال والسلاح في الفترة من 1951 إلى 25 يناير سنة 1952.
- كان وراء قيام الوفد بإلغاء معاهدة 1936 وبدء حركة الكفاح المسلح في منطقة القناة ضد قوات الاحتلال البريطاني.
- فرض الضرائب التصاعدية على كبار ملُاّك الأراضي الزراعية عندما كان وزيرًا للمالية سنة 1950.